# Lipomera curvintestinata
Lipomera curvintestinata är en kräftdjursart som beskrevs av Wilson 1989. Lipomera curvintestinata ingår i släktet Lipomera och familjen Munnopsidae. Inga underarter finns listade i Catalogue of Life.